# Брок Леснар
Брок Е́двард Ле́снар (англ. Brock Edward Lesnar; нар. 12 липня 1977, Вебстер, Південна Дакота, США) — американський спортсмен, борець, боєць змішаних бойових мистецтв (англ. MMA), реслер і ексгравець в американський футбол (команда «Міннесота Вайкінгс»). Чемпіон світу зі змішаних бойових мистецтв у важкій ваговій категорії за версією UFC (2008—2010 роки). Дворазовий чемпіон США з боротьби за версіями NJCAA (1998 рік), NCAA (2000 рік). Володар титулу Всеамериканський борець. Багаторазовий чемпіон з реслінгу за версіями WWE, IWGP, OVW.

## Кар'єра у змішаних бойових мистецтвах

### Старт
Кар'єру у змішаних єдиноборствах Леснар почав у червні 2007 року виступом проти південнокорейського бійця Кім Мін Су, срібного медаліста Олімпійських ігор 1996 року з дзюдо, на американському спортивному заході «Dynamite!!», організованому компанією Fighting and Entertainment Group (Чемпіонат K-1). Брок переміг підкоренням суперника на 69-й секунді бою.
У лютому 2008 року Брок Леснар дебютував в Абсолютному бійцівському чемпіонаті (UFC). Але дебют не став тріумфом. Опонент Леснара — чемпіон світу у важкій ваговій категорії Френк Мір, відправлений у важкий нокдаун ще в першому раунді, зміг провести больовий прийом на ногу і бій завершився капітуляцією Леснара. Цей бій зайняв п'яту сходинку у списку найвидовищніших боїв UFC, за опитуванням глядачів.
У серпні 2008 року Леснар переміг Гіта Геррінга рішенням суддів, продемонструвавши протягом бою високу швидкість і спритність.

### Чемпіонство

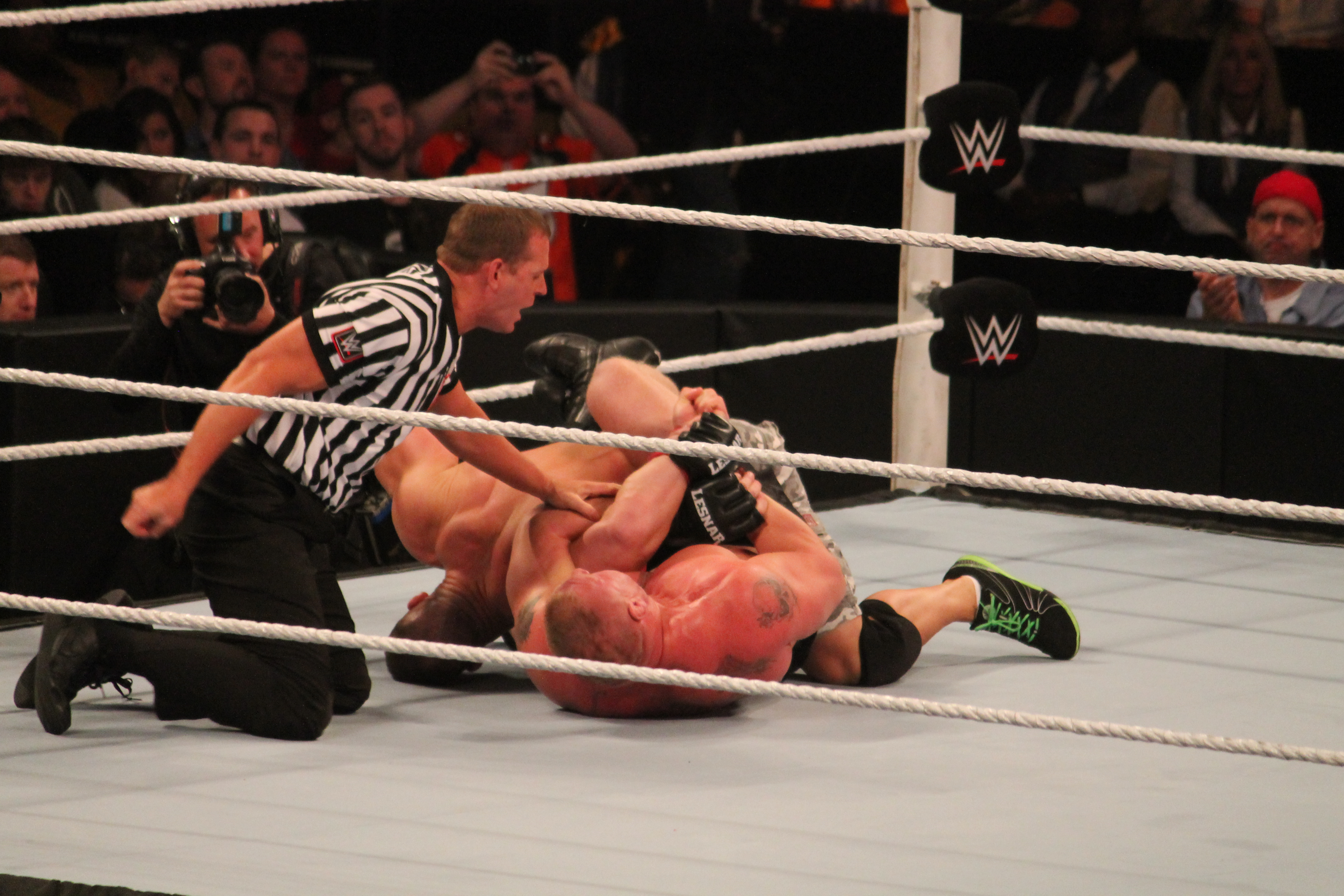
Брок Леснар захоплює Джона Сіну в «замок Камури»

Чемпіонський пояс Леснар здобув у бою із ветераном важкого дивізіону, п'ятиразовим чемпіоном світу у двох вагових категоріях Ренді Кутюром. У першому раунді двобою Ренді вміло використовував перевагу в досвіді над більшим і сильнішим опонентом, вдало контратакуючи і притискаючи Брока до сітки. Але в другому раунді Леснар зачепив Кутюра дотичним правим кросом, і чемпіон пішов у нокдаун. Леснар швидко розпочав добивання, яке було зупинене рефері. Брок Леснар став новим чемпіоном світу.
Перший захист титулу чемпіона став для Брока реваншем за минулу поразку: 11 липня 2009 року його титул оспорював Френк Мір. Цього разу домінування Леснара над Міром було більш тривалим і завершилось зупинкою бою рефері. Після завершення змагання Брок був освистаний публікою, яка симпатизувала Міру.
Протягом року відкладався черговий захист титулу чемпіона через тривалу хворобу Леснара.
Повернення чемпіона відбулось 3 липня 2010 року, коли Леснар вийшов на захист свого титулу проти тимчасового чемпіона Шейна Карвіна — небезпечного нокаутера, з 12-ма перемогами на рахунку, щоразу здобутими протягом першого раунду. Двобій велетнів тривав значно менше відведеного часу і характеризувався змінною домінацією обох бійців: у першому раунді бій вів Карвін, який відправив чемпіона у нокдаун і, зайнявши панівну позицію, спробував провести добивання. Шейну не вдалось завершити добивання до кінця раунду, натомість на цю спробу він витратив значну кількість сил, що далося взнаки на початку другого раунду: Карвін значно повільніше пересувався і маневрував. Чинний чемпіон скористався виснаженістю опонента і проходом у ноги перевів бій у партер, де зайняв вигідну позицію і провів трикутне удушення руками, примусивши Карвіна здатися. За виконання прийому Леснар був нагороджений премією «Підкорення вечора».
Наступний бій Леснар провів 23 жовтня 2010 року, захищаючи титул проти непереможеного американо-мексиканського бійця Кейна Веласкеса. На перших хвилинах чемпіон взяв високий темп наступу, атакуючи претендента ударами рук і колін. У ході розміну ударами ініціативу перехопив Веласкес і чергою вдалих комбінацій відправив Леснара на настил клітки. Бій завершився добиванням в партері, де одним із ударів Веласкес завдав чемпіону глибокого розсічення. Під градом ударів Леснар швидко втратив здатність активно захищатися, і рефері Герберт Дін припинив змагання. Чемпіонський пояс перейшов до рук Кейна Веласкеса.
У передноворічну ніч, 30 грудня 2011 року, Брок Леснар провів свій останній бій за правилами змішаних єдиноборств. Він виступив проти титулованого нідерландського кікбоксера Алістара Оверіма, переможця Гран-прі K-1, чемпіона світу за версіями «Strikeforce» та «Dream». Досвідчений ударник Оверім легко здолав Леснара, уникнувши боротьби і сконцентрувавшись на роботі в стійці. Леснар був атакований комбінаціями ударів рук і колін, примушений прийняти ближній бій. На початку третьої хвилини першого раунду Брок був відправлений у нокдаун круговим ударом ноги в ділянку печінки, внаслідок чого втратив здатність якісно захищатись. Рефері зупинив бій у процесі добивання. Після поєдинку Брок Леснар публічно оголосив про завершення своєї бійцівської кар'єри.

## Статистика у змішаних бойових мистецтвах
| Результат | Противник      | Спосіб                                         | Раунд | Час  | Дата              | Місце                         | Подія            | Примітки                                                                               |
| --------- | -------------- | ---------------------------------------------- | ----- | ---- | ----------------- | ----------------------------- | ---------------- | -------------------------------------------------------------------------------------- |
| Поразка   | Алістар Оверім | Технічний нокаут (удар ногою і удари кулаками) | 1     | 2:26 | 30 грудня 2011    | Лас-Вегас, Невада, США        | «UFC 141»        |                                                                                        |
| Поразка   | Кейн Веласкес  | Технічний нокаут (удари кулаками)              | 1     | 4:12 | 23 жовтня 2010    | Анахайм, Каліфорнія, США      | «UFC 121»        | Втратив титул чемпіона у важкій ваговій категорії.                                     |
| Перемога  | Шейн Карвін    | Підкорення (удушення руками)                   | 2     | 2:19 | 3 липня 2010      | Лас-Вегас, Невада, США        | «UFC 116»        | Захистив титул чемпіона у важкій ваговій категорії. Виграв премію «Підкорення вечора». |
| Перемога  | Френк Мір      | Технічний нокаут (удари кулаками)              | 2     | 1:48 | 11 липня 2009     | Лас-Вегас, Невада, США        | «UFC 100»        | Захистив титул чемпіона у важкій ваговій категорії.                                    |
| Перемога  | Ренді Кутюр    | Технічний нокаут (удари кулаками)              | 2     | 3:07 | 15 листопада 2008 | Лас-Вегас, Невада, США        | «UFC 91»         | Виграв титул чемпіона у важкій ваговій категорії.                                      |
| Перемога  | Хіт Херрінґ    | Рішення суддів (одностайне)                    | 3     | 5:00 | 9 серпня 2008     | Міннеаполіс, Міннесота, США   | «UFC 87»         |                                                                                        |
| Поразка   | Френк Мір      | Підкорення (больовий прийом на ногу)           | 1     | 1:30 | 2 лютого 2008     | Лас-Вегас, Невада, США        | «UFC 81»         |                                                                                        |
| Перемога  | Мін Су Кім     | Підкорення (удари кулаками)                    | 1     | 1:09 | 2 червня 2007     | Лос-Анджелес, Каліфорнія, США | «Dynamite!! USA» |                                                                                        |

## Титули і нагороди

### Боротьба в коледжі
- Big Ten Conference
  - Big Ten Conference Champion (1999, 2000)
- National Collegiate Athletic Association
  - NCAA Division I Champion (2000)
  - NCAA Division I Runner-up (1999)
- National Junior College Athletic Association
  - NJCAA All-American (1997, 1998)
  - NJCAA National Champion (1998)
- North Dakota State University's annual Bison tournament
  - Heavyweight Champion (1997—1999)[185]

### Змішані бойові мистецтва
- - Biggest Draw (2008)
  - Rookie of the Year (2008)
- Sherdog Awards
  - Beatdown of the Year (2009)
- Sports Illustrated
  - Top Newcomer of the Year (2008)
- Ultimate Fighting Championship
  - UFC Heavyweight Championship (Один раз)
  - Knockout of the Night (Один раз)
  - Submission of the Night (Один раз)
  - Tied (Cain Velasquez, Randy Couture, Andrei Arlovski and Tim Sylvia) for most consecutive UFC Heavyweight Championship defenses (Two)
  - Cover Athlete for UFC Undisputed 2010
- World MMA Awards
  - Breakthrough Fighter of the Year (2009)
- Wrestling Observer Newsletter awards
  - Best Box Office Draw (2008–2010)
  - MMA Most Valuable Fighter (2008–2010)

### Реслінг

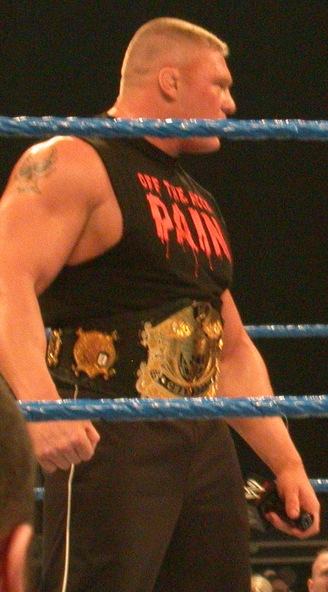
Брок Леснар с титулом Чемпіона WWE.

- New Japan Pro Wrestling/Inoki Genome Federation
  - IWGP Heavyweight Championship (1 раз)
- Ohio Valley Wrestling
  - OVW Southern Tag Team Championship (3 рази) — з Шелтоном Бенжаміном
- Pro Wrestling Illustrated
  - Ф'юд року (2003) з Куртом Енглом
  - PWI Матч року (2003) проти Курта Енгла — Матч Залізна людина
  - PWI Найвражаючий реслер року (2002)
  - PWI Реслер року (2002)
  - PWI ставить його #1 з топ 500 найкращих реслерів у 2003 році.
- Wrestling Observer Newsletter awards
  - Best Brawler (2003)
  - Best Wrestling Maneuver (2002) F-5
  - Feud of the Year (2003) з Куртом Енглом
  - Most Improved Wrestler (2002, 2003)
- World Wrestling Entertainment/WWE
  - Чемпіон WWE (4 рази)
  - Король Рингу (2002)
  - Королівська Битва 2003